# Mambo (CMS)
Mambo (früher als Mambo Open Source bzw. MOS bezeichnet) ist ein freies Web-Content-Management-System (WCMS). Es basiert auf der serverseitigen Skriptsprache PHP und der Datenbank MySQL. Mambo wird seit Juni 2008 nicht mehr aktiv weiterentwickelt, so dass auch eventuelle Sicherheitslücken nicht mehr behoben werden.
Viele Anwender haben Module und Komponenten für Mambo erstellt, die sie der Nutzergemeinde meist kostenfrei zur Verfügung gestellt haben. Auf diese Weise bietet Mambo einen beachtlichen Funktionsumfang, der praktisch alle üblichen Anwendungen abdeckt.
Gerade im deutschsprachigen Raum hatte Mambo eine große und aktive Anhängerschaft. Im Mai 2005 kamen Nutzer, Unternehmen und Verlage in Bonn zu einem Kongress zusammen, dem ersten und zugleich vorletzten „Mamboday“. Aber auch weltweit hatte Mambo einige Bedeutung – so wurde ihm z. B. der LinuxUser & Developer Award 2004 verliehen.
In vielen Nutzerforen lassen sich Hilfe und Patches für die relativ hohe Zahl an Fehlern finden.

## Voraussetzungen
Mambo benötigt die serverseitige Skriptsprache PHP sowie die Datenbank MySQL. Für eine problemlose Nutzung ist darüber hinaus Webspace mit der PHP-Einstellung „Safe Mode Off“ empfehlenswert. Für die Installation wird die aktivierte zlib-Bibliothek von PHP benötigt.

## Barrierefreiheit
Mambo ist im Entwicklungszweig 4.5.x nicht für Barrierefreiheit optimiert. Öffentliche Verwaltungen sind in Zukunft verpflichtet, ihre Seiten barrierefrei zu gestalten, so dass Mambo dort nicht einsetzbar ist. Es gibt jedoch eine Reihe von Entwicklern, die Mambo so erweitert haben, dass eine barrierefreie Nutzung – wenn auch mit eingeschränktem Funktionsumfang – möglich ist. Weiterhin gibt es mit xMambo ein Derivat von Mambo Version 4.5 mit dem Schwerpunkt auf Barrierefreiheit, siehe auch Abschnitt Derivate.

## Derivate

### xMambo
xMambo ist eine 2004 erstellte Abspaltung von Mambo (Version 4.5). Schwerpunkt von xMambo sind die Einhaltung aktueller Webstandards (XHTML 1.0, CSS, Section 508/WAI), der Verzicht auf tabellenbasiertes Webdesign und damit Barrierefreiheit. xMambo ist in seiner aktuellen Version 4.5 r1.0.8 jedoch nicht so umfangreich im Hinblick auf Funktionen, Gestaltungsvorlagen und Unterstützung durch die Mambo-Community wie Mambo. Ob und wann xMambo weiterentwickelt wird, ist zurzeit unklar.

### Limbo / LaniusCMS
Limbo war ein CMS auf Basis von Mambo, benötigte jedoch keine Datenbankanwendung wie z. B. MySQL, sondern speicherte die Inhalte stattdessen in Textdateien (eine sogenannte FlatDB). Dies führte bei kleinen Websites zu Geschwindigkeitsvorteilen und ermöglichte die Ausführung auch auf Webspace-Angeboten ohne MySQL-Datenbankunterstützung. Nachteilig war, dass mit Limbo keine mehrsprachigen Webseiten erstellt werden konnten.
Limbo wird nicht mehr weiterentwickelt. Ein Fork des Projektes nannte sich DrakeCMS. 2008 wurde das Projekt in LaniusCMS umbenannt und nutzte (und erweiterte) weiterhin das Feature einer FlatDB (hier: GladiusDB und SQLite). Mit LaniusCMS konnten auch mehrsprachige Webseiten angelegt und gepflegt werden.

### Joomla!
Joomla! ist ein Community-Projekt, das nach einem Streit über kommerzielle Vermarktung und Communitybeteiligung aus Mambo hervorgegangen ist und von vielen der ursprünglichen Entwickler von Mambo getragen wird.
Am 4. August 2005 gründete das Unternehmen Miro als Initiator des Mambo-Projekts die „Mambo Foundation“, in die künftig die Entwickler eintreten sollten und die die Arbeit koordinieren und finanzieren sollte. Es entwickelte sich eine Diskussion in der Community, ob dieser Schritt ohne ausreichende Beteiligung der Entwicklergemeinde gegangen worden sei.
Viele der Kernentwickler von Mambo fühlten sich übergangen und schlossen sich daraufhin in der neu gegründeten Stiftung Open Source Matters zusammen. Da das Unternehmen Miro die Namensrechte an Mambo besaß, wurde von den in Open Source Matters zusammengeschlossenen Entwicklern eine Projektaufspaltung (engl. fork) vorgenommen, und diese Abspaltung unter dem Namen Joomla! unabhängig von Mambo weiterentwickelt.

### MiaCMS
MiaCMS ist eine Abspaltung der Mambo-Version 4.6.3. Am 12. Mai 2008 wurde als erste Version MiaCMS 4.6.4 veröffentlicht.

## Mambo User Groups (MUGs)
Die sogenannten MUGs sind lokale Gruppen von Mambo-Benutzern und -Entwicklern, die sich regelmäßig zusammenfinden, um Informationen über Mambo auszutauschen, Projekte zu planen und natürlich, um sich kennenzulernen und somit die soziale Komponente von Open-Source-Software zu pflegen.